# 高州 (江西)
高州，中国南北朝时设置的州。
南朝梁太平元年（556年）分江州四郡置高州，治巴山县（今江西省崇仁县西南），以黄法𣰋为高州刺史。下辖临川郡（治今江西省南城县东南）、安成郡（治今江西省安福县东南）、豫宁郡（治今江西省武宁县西）、巴山郡（治今江西省崇仁县西南）。临川郡下辖南城县、临汝县、宜黄县、永城县、南丰县、东兴县、西丰县、定川县、安浦县；安成郡下辖平都县、新喻县、萍乡县、永新县、安复县、广兴县；豫宁郡下辖豫宁县、艾县、建昌县、永修县、新吴县；巴山郡下辖巴山县、丰城县、新建县、新淦县、兴平县、西宁县。南朝陈天嘉四年（563年）废高州，地入江州。